# Lista de programas da Marinha do Brasil
Esta é uma lista dos programas desenvolvidos pela Marinha do Brasil:

## Programa de Mentalidade Marítima (PROMAR)
Tem como objetivo fortalecer a mentalidade marítima do povo brasileiro. Desenvolve atividades de estímulo entre a população, particularmente nas crianças e nos jovens, o interesse pelo mar e a responsabilidade pela sua preservação.

## Programa de Avaliação da Potencialidade Mineral da Plataforma Continental Brasileira (REMPLAC)
Objetiva o levantamento geológico-geofísico, a análise e avaliação dos depósitos minerais na plataforma continental brasileira. Visa a resguardar as riquezas nas águas territoriais para uso pelas gerações futuras.

## Programa de Avaliação do Potencial Sustentável e Monitoramento dos Recursos Vivos Marinhos (REVIMAR)
Tem como objetivo avaliar o potencial sustentável e monitorar, de maneira sistemática, os estoques existentes nas áreas marítimas sob jurisdição do país, com vistas a subsidiar políticas de pesca que garantam a sustentabilidade e a rentabiidade dessa atividade.
Ao avaliar e monitorar os principais estoques pesqueiros marinhos, permite-se o ordenamento da atividade, assegurando a sua exploração sustentada, beneficiando o setor pesqueiro no país pela necessária conservação dos ecossistemas marinhos. De maneira alargada, estão compreendidos nesse setor o segmento artesanal e o industrial, com expressivo contributo para a produção de alimentos e a geração de emprego e renda.

## Programa Arquipélago de São Pedro e São Paulo (PROARQUIPÉLAGO)
Tem como objetivo garantir a habitabilidade humana permanente no Arquipélago de São Pedro e São Paulo e realizar pesquisas que visem à exploração, ao aproveitamento, à conservação e à gestão dos recursos naturais existentes nas suas águas.
A ocupação deste arquipélago permite a incorporação ao país de cerca de 450.000 quilômetros quadrados a título de Zona Econômica Exclusiva.

## Sistema Global de Observação dos Oceanos (GOOS/Brasil)
Tem como objetivo implementar, ampliar e consolidar um sistema operacional de informações oceanográficas, climatológicas e meteorológicas, composto por redes de observação, com o objetivo de produzir conhecimento e gerar produtos que possam subsidiar as previsões oceanográficas e meteorológicas na área marítima de interesse nacional, e que auxiliem nos processos decisórios sobre a utilização eficaz dos recursos marinhos, bem como colaborar para a prevenção e mitigação dos efeitos dos fenômenos naturais extremos que possam afetar a população e a economia da região costeira do país.
Visa a melhorar a capacidade de observação, previsão e alerta de eventos como:
- geadas de grande impacto na agricultura e no agronegócio;
- secas e inundações prolongadas nas diversas regiões onde possam influenciar a produção agrícola;
- ciclones tropicais e extratropicais, tornados e rajadas intensas de vento;
- segurança ambiental nas operações "offshore" de exploração de petróleo e gás natural;
- monitoramento do nível do mar, sensível aos efeitos das mudanças climáticas.

## Programa de Levantamento e Avaliação do Potencial Biotecnológico da Biodiversidade Marinha (BIOMAR)
Tem por objetivo desenvolver conhecimentos e absorver tecnologias e promover a inovação em produtos, serviços e processos para o aproveitamento sustentável do potencial biotecnológico dos organismos marinhos (plantas, animais e microorganismos) existentes nas zonas costeiras e de transição e nas áreas marítimas sob jurisdição e de interesse do país, com vistas à proteção da diversidade biológica, ao uso sustentável dos ecossistemas e à repartição justa e equitativa dos benefícios derivados da utilização dos recursos genéticos.
Visa a contribuir para a melhoria da qualidade ambiental, para o desenvolvimento econômico (geração de emprego, renda e negócios e expansão das exportações) e para a melhoria da saúde pública e da qualidade de vida da sociedade brasileira (inclusão social).

## Comitê Executivo para a Consolidação e Ampliação dos Grupos de Pesquisa e Pós-Graduação em Ciências do Mar (PPG-Mar)
Tem por objetivo apoiar, consolidar e avaliar a formação de pessoal em Ciências do Mar, através de cursos de graduação e pós-graduação, criando uma base para o desenvolvimento dessas ciências no país.
Visa a identificar as carências de formação em Ciências do Mar e estabelecer mecanismos de incentivo para o seu desenvolvimento, por meio do oferecimento de bolsas de estudo para professores que lecionam em áreas menos favorecidas e do aprimoramento dos cursos de graduação/pós-graduação e dos grupos de pesquisa que atuam em Ciências do Mar.